# Hadena kuruschensis
Hadena kuruschensis là một loài bướm đêm trong họ Noctuidae.